# Stenotabanus confusus
Stenotabanus confusus är en tvåvingeart som beskrevs av Cruz och Mauricio Garcia 1974. Stenotabanus confusus ingår i släktet Stenotabanus och familjen bromsar.
Artens utbredningsområde är Kuba. Inga underarter finns listade i Catalogue of Life.